# Låga skäret
Låga skäret är en ö i Åland (Finland). Det ligger i Skärgårdshavet och i kommunen Vårdö i landskapet Åland, i den sydvästra delen av landet. Ön ligger omkring 41 kilometer nordöst om Mariehamn och omkring 250 kilometer väster om Helsingfors.
Öns area är 20,2 hektar och dess största längd är 0,7 kilometer i nord-sydlig riktning. Ön höjer sig omkring 10 meter över havsytan.